# Katia Granoff
Pour les articles homonymes, voir Granoff.
Katia Granoff, née le 16 juillet 1895 à Nikolaïev dans l’Empire russe et morte le 16 avril 1989 à Paris, est une galeriste, fondatrice notamment de la galerie Larock-Granoff, et une poétesse française d'origine russe.

## Vie et œuvre
Katia Granoff naît en 1895 à Nicolaïev, ville relevant à l’époque du gouvernement de Kherson de l’Empire russe (aujourd’hui Mykolaïv en Ukraine), dans le foyer de Théodore Granoff et Eudoxie Feldman. Lorsque ses parents meurent, elle a tout juste seize ans. Leurs tuteurs les envoient, elle et sa sœur Rose, poursuivre leurs études en Suisse, où Katia passe une licence de lettres.
Elle se marie avec un médecin dont elle divorce peu de temps après. Lorsqu’elle arrive à Paris en 1924, elle travaille d’abord comme secrétaire au salon des Tuileries.

## La galeriste
Katia Granoff ouvre ensuite sa première galerie d’art, en 1926, à Paris, au 166 boulevard Haussmann. Découvreuse de talents, elle expose Georges Bouche, Marc Chagall, etc. La galerie devient célèbre et déménage quai de Conti. Sa propriétaire est naturalisée française en 1937.
L’occupation de Paris par les Allemands la force à fuir la capitale. Elle se réfugie avec sa sœur, son neveu et le peintre Georges Bouche dans un château médiéval, à la Voulte-sur-Rhône, en Ardèche.
La guerre finie, elle ouvre deux galeries en province, à Honfleur et à Cannes, ainsi qu’une nouvelle galerie à Paris, place Beauvau. Elle est l'une des premières à redécouvrir et à exposer, dès 1955, les tableaux de Monet les Nymphéas, réputés invendables.
Katia Granoff choisit souvent d’exposer des artistes femmes, parmi lesquelles Fahrelnissa Zeid, Anne Français, Henriette Gröll, Renée Rauzy, Marthe Brilman ou la sculptrice Chana Orloff, d’origine russe comme elle. Elle expose également les peintres de la nouvelle génération, tels le créateur du « subconscientisme », Pierre-André de Wisches, ou encore Georges Dufrénoy, Léon Lehmann, Robert Bonfils, Louis Touchagues, Pierre Brune, Georges Gimel, Dan Solojoff, Bertrand Mogniat-Duclos, Gabriel Dauchot, René Demeurisse, René Levrel, Jean-Jacques Morvan, Harry Séguéla, Henri Morez, Jean Dorville, Jean Guitton,  Louis Leprince-Ringuet,Geneviève Claisse, Édith Desternes, Moreno Pincas, Jean Couty ou Charles André Wolf (1907-1999), peintre et poète qui lui dédiera un poème en janvier 1981.
Elle se retire en 1987 des affaires artistiques, laissant son neveu, Pierre Larock, et ses enfants reprendre la galerie.
En souvenir de Katia Granoff, un des tableaux de Claude Monet peint à Étretat en 1885 est donné au musée d'Orsay en 1994. En 2000, le musée d'Orsay prête le tableau au musée des Beaux-Arts de Caen.

## La poétesse
Katia Granoff est aussi une femme de lettres aux multiples facettes. En 1964, elle reçoit le prix Georges-Dupau de l’Académie française pour son Anthologie de la poésie russe (1961), recueil de poèmes russes traduits en vers rimés, fort louée aussi bien par les écrivains que par la presse. Dans son introduction, elle écrit : 

« Les poètes russes, prestigieux traducteurs, ont enrichi leur patrimoine de chefs-d’œuvre étrangers ; je souhaite que les trésors de la poésie russe entrent à leur tour dans le domaine poétique français. Traductrice-messagère, je voudrais que ces versions françaises des poèmes russes fussent à la fois des traductions littérales et des correspondances lyriques. »

Elle est également l'auteur des Amants maudits, un recueil d'une cinquantaine de poèmes en alexandrins consacrés aussi bien à des auteurs (Desbordes-Valmore, Leopardi, Nerval, Baudelaire, etc.) qu'à des personnages littéraires et historiques (La Reine de Saba, Don Juan Tenorio, la Princesse de Clèves, Carmen, Nana, etc.).
Son œuvre poétique personnelle est éditée en plusieurs recueils. Certains poèmes ont aussi été enregistrés, lus par elle-même, par Pierre Brasseur ou encore Fernand Ledoux. Quelques-uns furent chantés par Monique Morelli en 1967, d'autres mis en couleur par Édith Desternes (des gouaches ont été exposées et des textes publiés, en 1984).
À la fin de sa vie, Katia Granoff se livre davantage dans des ouvrages autobiographiques. En 1986, elle consacre son dernier livre aux relations entre juifs et chrétiens. Elle meurt à 92 ans.

### Distinctions
- Chevalière de la Légion d'honneur
- Commandeur de l'ordre national du Mérite (promue en 1979)[6]
- Médaille nationale des arts, sciences et lettres
- Prix Georges-Dupau de l’Académie française 1964 pour Anthologie de la Poésie russe
- Prix François-Coppée de l’Académie française 1967 pour La Colonne et la Rose
- Prix Heredia de l’Académie française 1977 pour Naguère

## Œuvres
- Bouche, Paris, chez l'auteure, 1956, 27 p. (BNF 32189559)
- Cendres et Reflets, poèmes, Paris, Éditions Seghers, 1964, 150 p. (BNF 33030819)
- La Colonne et la Rose, poèmes, Paris, Éditions Seghers, 1966, 131 p. (BNF 33030820)
- Reflets d’Israël, Paris, Éditions Seghers, 1968, 126 p. (BNF 33030823)
- De l’Espagne, Paris, Éditions Seghers, 1970, 239 p. (BNF 34579166)
- Méditerranée : rivages des dieux, Paris, Éditions Flammarion, 1973, 394 p. (BNF 34550688)
- Naguère, Paris, Éditions 10-18, 1976, 201 p. (BNF 34704778)
- Chemin de ronde : mémoires, Paris, Éditions 10-18, 1976, 278 p.  (ISBN 2-264-00084-8)
- Les Amants maudits, Paris, Éditions 10-18, 1979, 141 p.  (ISBN 2-264-00219-0)
- Œuvres complètes, Paris, Christian Bourgois Éditeur, 1980, 1399 p.  (ISBN 2-267-00210-8)
- Ma vie et mes rencontres : avec Bouche, Chagall, Chabaud, Ozenfant, Monet, Guitton, Paris, Christian Bourgois éditeur, 1981, 222 p.  (ISBN 2-267-00274-4)
- Katia Granoff (préf. Brice Parain), Anthologie de la poésie russe, Paris, Gallimard, coll. « Poésie », 1993 (1re éd. 1961), 537 p. (ISBN 978-2-07-032814-7)